# Stedelijke samenleving
Een stedelijke samenleving is een samenleving waarin steden voorkomen. Tot de industriële revolutie was de stedelijke samenleving meestal onderdeel van de grotere agrarische samenleving waaruit deze voortkwam.

## Ontstaan
In het Oude Nabije Oosten vond de stedelijke revolutie het eerst plaats met de Urukperiode. Steden waren echter lange tijd zwarte gaten met een sterfteoverschot, waarbij in-migratie vanaf het omringende platteland voor compensatie moest zorgen. Over waarom het dan toch tot stadsvorming kwam en daarmee de stedelijke samenleving, zijn verschillende verklaringen. Daarbij was The Evolution of Urban Society van Adams uit 1966 van groot belang. Voordat Adams zijn werk publiceerde, was de gangbare opvatting dat steden waren ontstaan doordat irrigatielandbouw overschotten mogelijk maakte. Adams stelde echter dat specialisatie in de hand werd gewerkt door het ecologische mozaïek in de moeraslanden van Soemer. In de afwisselende ecosystemen waren verschillende soorten zelfvoorzieningslandbouw te vinden, wat uitwisseling noodzaakte als men wilde beschikken over een gevarieerder aanbod. Dit wordt ook benadrukt door Pournelle. Specialisatie had ook tot gevolg dat er een grotere solidariteit ontstond met de beroepsgroep en dat familiebanden minder zwaar gingen wegen.
Een andere benadering is die van Wright en Johnson die bureaucratische regulering met de bijkomende instituties als drijvende krachten ziet achter de vorming van de stedelijke samenleving. Volgens Yoffee zijn steden en vroege staten echter vooral pogingen tot simplificatie van complexe processen.
Algaze ziet langeafstandshandel als de belangrijkste oorzaak voor de opkomst van Uruk. Pollock stelde dat de stad daarbij een instrument was om mensen te domineren en uit te buiten. Volgens Charvát was Uruk echter juist een zeer egalitaire samenleving waarin welvaart zo goed mogelijk werd geredistribueerd.
De achterliggende kwestie daarbij is of steden spontaan ontstonden of planmatig werden gevormd. In het eerste geval zijn steden een onbedoeld bijproduct van politieke, religieuze of economische centralisatie en komen deze tot stand door zelforganisatie. A.T. Smith stelt echter dat gebouwen doelbewust gebruikt worden om gedrag, attitude en emoties te sturen. Hij citeert daarbij Winston Churchill:
We shape our buildings, and afterwards our buildings shape us.
Als steden inderdaad een planmatig begin kennen, dan zou een sprongsgewijze ontwikkeling te verwachten zijn, een punctuated equilibrium. Emberling ziet dit in Mesopotamië. In het oude Griekenland lijken veel steden ontstaan te zijn door synoikisme, waarbij enkele kleine nederzettingen vrij abrupt overgingen naar een enkele polis. In andere gevallen bleven steden echter redelijk verspreid, soms zelfs met meerdere kernen.
Betz gebruikt onder meer neurologische en psychologische literatuur om aan te tonen dat steden doelbewust gebruikt werden om mensen aan te trekken, doordat deze kwaliteiten konden bieden die het platteland niet heeft. Dat staat haaks op Miksic, die juist stelt dat steden in de oudheid zoveel mogelijk vermeden werden.
Hoewel de omstandigheden in veel steden te wensen overlieten, boden zij waarschijnlijk wel genoeg kansen om aanlokkelijk te blijven voor bevolking van het platteland. In toenemende mate won daarmee de stedelijke samenleving aan belang.

## Verhouding tot de staat
Fox stelde nog dat steden alleen voorkomen in staten. Onder meer M.L. Smith zag in de janapada's in India dat er sprake was van steden zonder dat er echt gesproken kan worden van een staat. Andersom lijkt er in het Egypte van de Vroeg-dynastieke Periode nauwelijks sprake te zijn van urbanisatie.